# Submers
Submers (från latinets submersus, "nedsänkt") är en beteckning för en vattenväxt eller svamp som lever helt nedsänkt i vatten. Motsatsen är en emers vattenväxt eller svamp.
Submersa vattenväxter finns exempelvis inom släktena natar (Potamogeton) och Vallisneria, samt bland svamparna i till exempel släktet Mollisia.